# Biserica „Adormirea Maicii Domnului” din Sălcuța
Biserica „Adormirea Maicii Domnului” este o biserică amplasată în Sălcuța, raionul Căușeni, Republica Moldova. Este un monument arhitectural de importanță națională inclus în Registrul monumentelor Republicii Moldova ocrotite de stat cu nr. 154 (raionul Căușeni). Datează din 1871.